# Ringporig

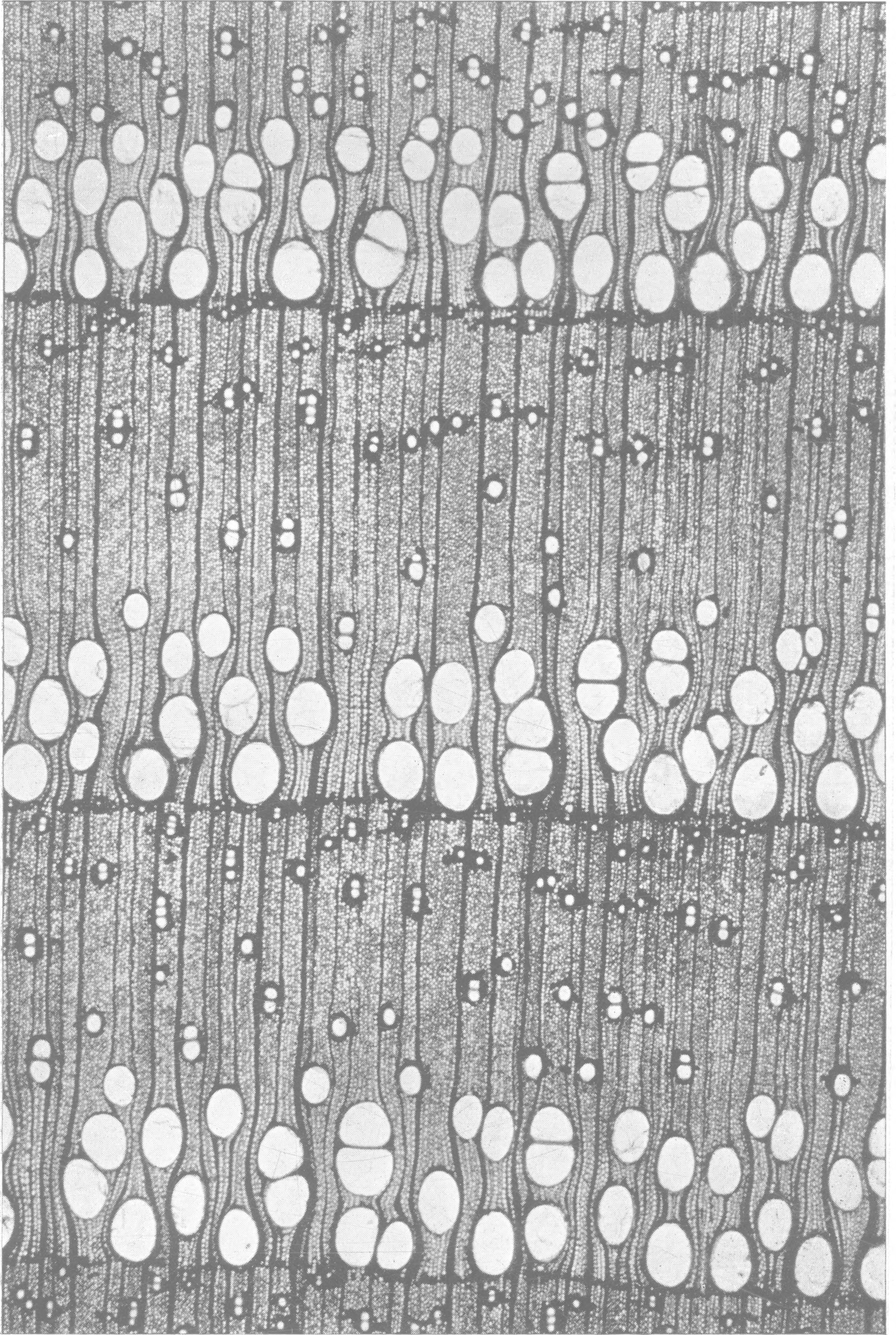
Dwarsdoorsnede van een ringporige houtsoort, in dit geval essen.

Bij ringporig hout (ook wel kringporig hout) wordt in het begin van het groeiseizoen (voorjaar) een ring met grote porieën gevormd, terwijl in het later (zomer) gevormde hout duidelijk veel kleinere vaten aangelegd worden. Door de grote houtvaten kan veel water omhoog gevoerd worden. Wel zijn grote houtvaten kwetsbaarder voor beschadiging: het aanleggen van telkens een nieuwe ring met grote vaten maximaliseert de kans om volop water naar de boomkroon aan te kunnen voeren. Ringporigheid wordt gevonden bij bomen in de gematigde streken waar duidelijke winters zijn of bij bomen in de tropen waar een duidelijk droog seizoen is.
Voorbeelden van ringporige houtsoorten zijn eiken, essen, hickory, iepen, kastanje, robinia, en het hout van de trompetboom, moerbei, en van Zelkova. Een bekend voorbeeld van een tropische ringporige houtsoort is teak.

Dwarsdoorsnede van ringporige houtsoorten
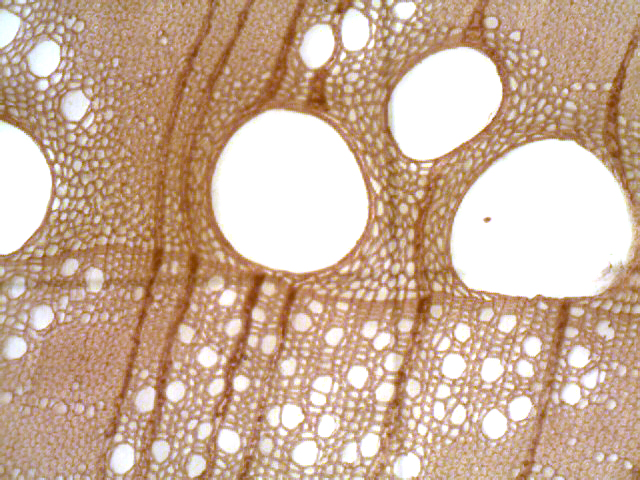
Wit eiken
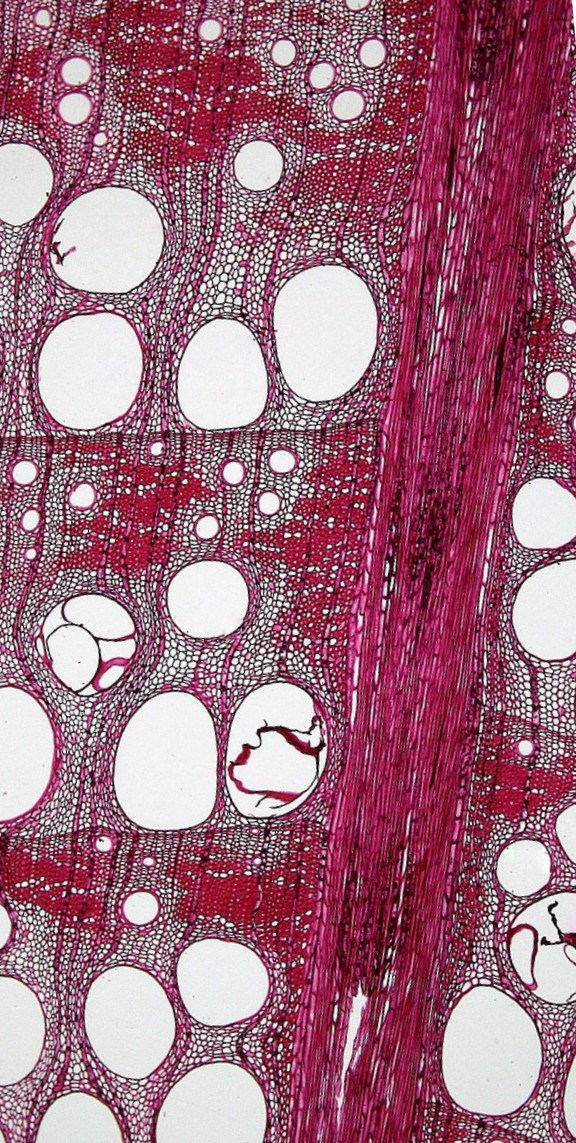
Rood eiken
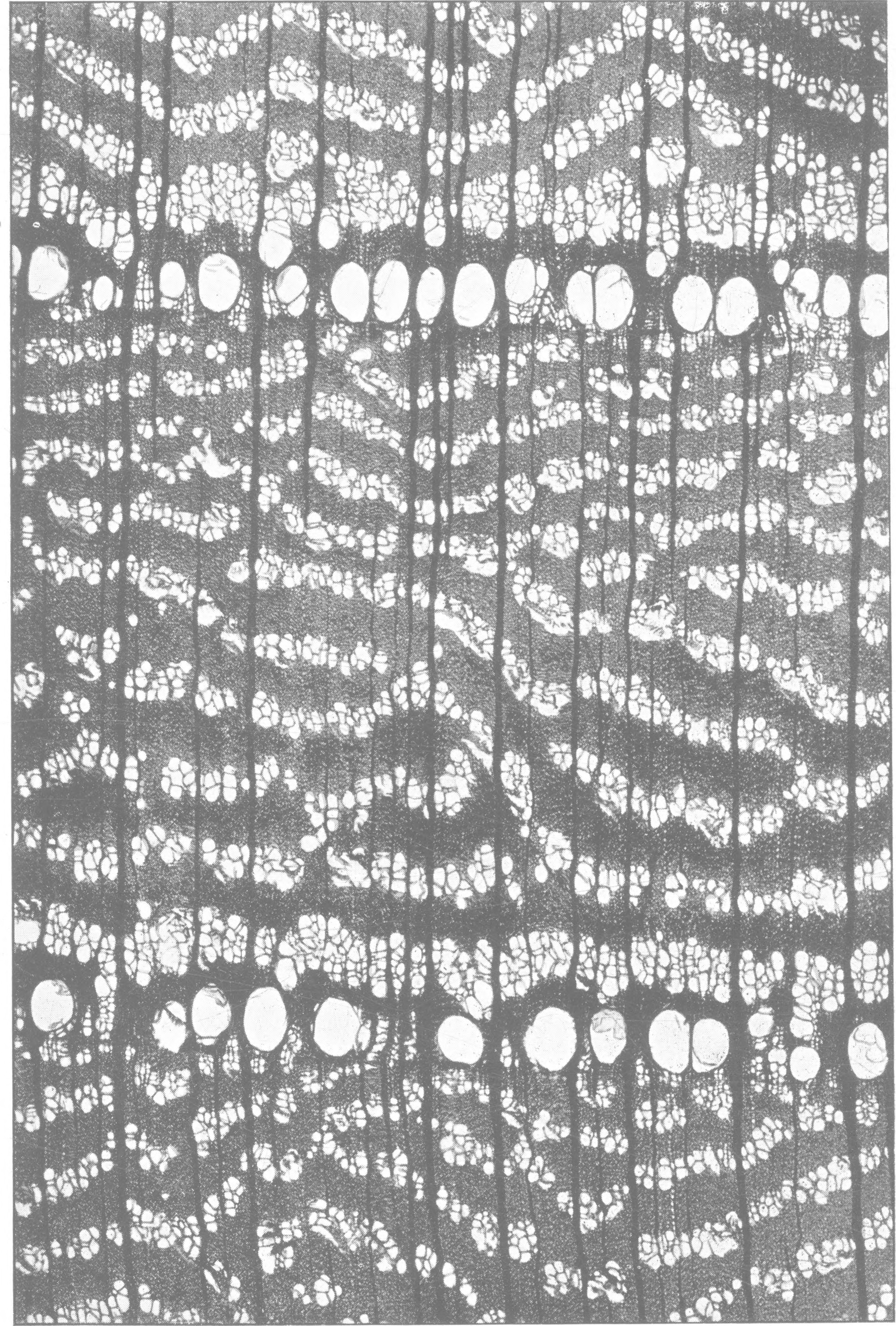
Iepen
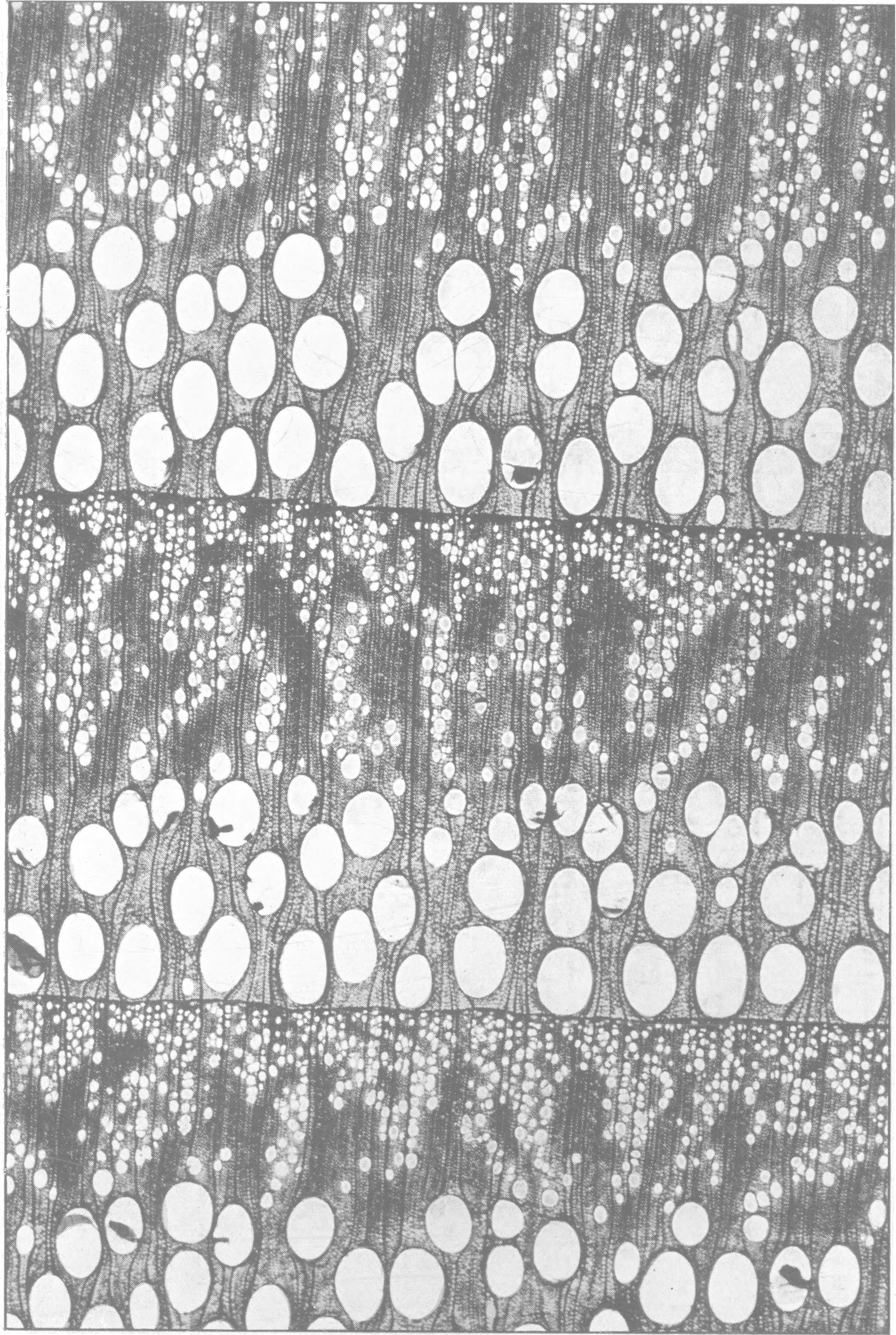
Kastanje
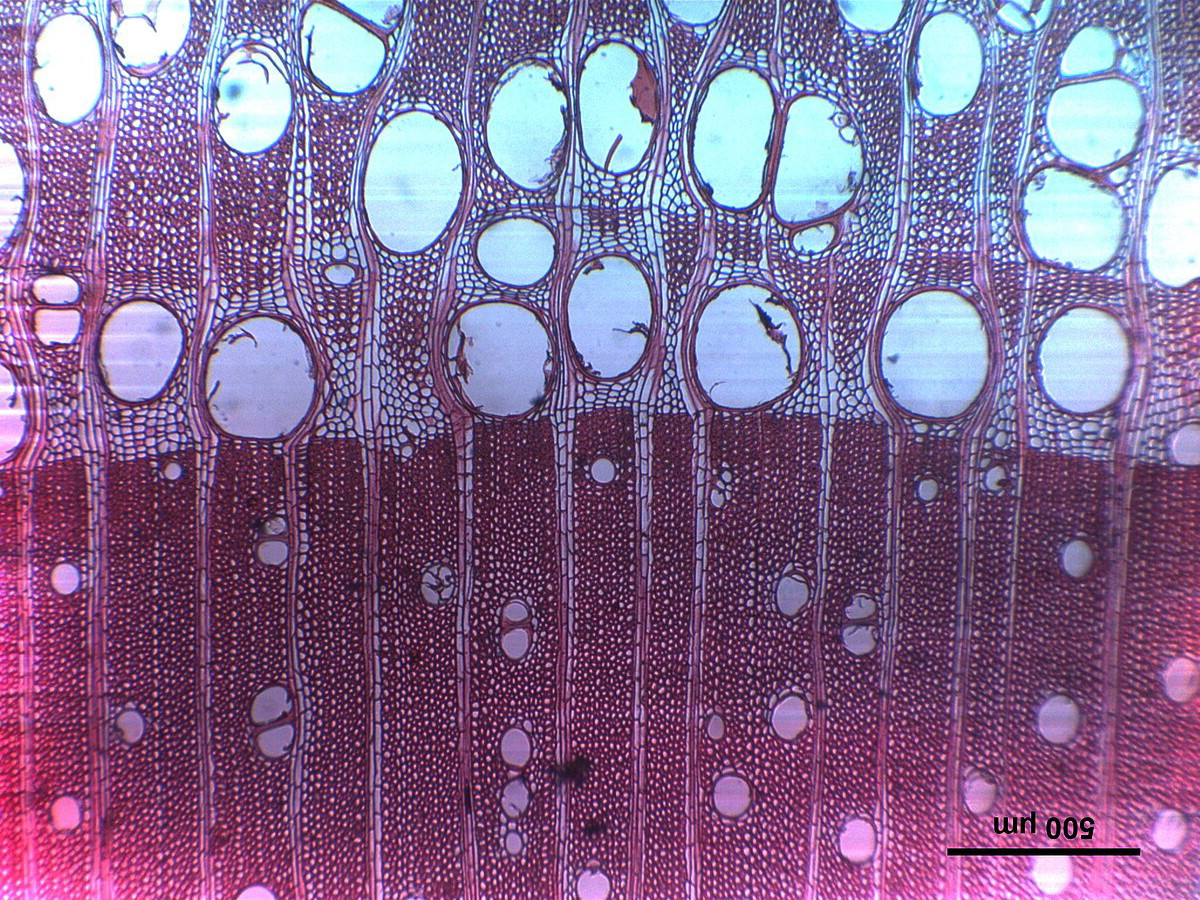
Teak